# Albert Annamária
Albert Annamária (Torda, 1926. szeptember 12. – Kolozsvár, 2016. május 25.) szoprán énekesnő.

## Életpályája
Kolozsváron végzett a Zenekonzervatóriumban. A Kolozsvári Állami Magyar Opera magánénekese volt, olyan kollégákkal játszott, mint László Éva, Trenka Éva, Szilágyi Ferenc, Mátyás Jenő. Első operai fellépése 1947. június 5-én volt, amikor Gluck vígoperájában Zelmira szerepét játszotta. Dalesteket állított össze, rendszeresen fellépett velük. Vendégszerepelt a volt NDK-ban, a lengyel és a jugoszláviai operaszínpadokon. Nagyot alakított Aida (Verdi: Aida); Tosca (Puccini: Tosca); Senta (Wagner: A bolygó hollandi), Turandot (Puccini: Turandot) szerepeiben. 1975. április 28-án énekelt utoljára, Desdemonát játszotta Verdi Otellójában.